# Харків 1938
«Харків 1938» — роман українського письменника Олександра Ірванця, опублікований 2017 року в київському видавництві «Laurus». Роман «Харків 1938» входив до короткого списку конкурсу «Книга року BBC- 2017».
Дія відбувається в альтернативній історії 1938 року, де Україна не стала частиною СРСР, але на місці УНР виникла У.Р.С.Р. (Українська робітничо-селянська республіка).

## Сюжет
Роман «Харків 1938» є варіантом альтернативної історії України XX століття з елементами карнавалу, пародії, іронії та сатири. Дія роману відбувається в кінці квітня — на початку травня 1938 року, коли У. Р. С. Р. готується до святкування 1 травня — Дня Міжнародної Солідарности Трудящих, у рамках якого відбувається щорічний ХаПеКа (Харківський Пролетарський Карнавал), та 9 травня — Дня Перемоги. Можна згадати ще одне новітнє свято У.Р.С.Р. («свято-випробування», «свято-покуту») — День Їжака, яке припадає на 8 травня. Ці святкування передбачають приготування великого параду, а також візит канцлера Великонімеччини. Однак підполковник СБУ Коцюба отримав інформацію, що в Україну має прибути «хтось такий сильний і небезпечний», якийсь терорист, якому й зброї не потрібно, аби наробити біди. Тож Коцюба береться до справи, розслідуючи, хто б це міг бути і що він задумав. Рухаючись лінією розслідування (і дещо, завдяки авторові, відходячи від неї до паралельних історій), читач зіткнеться з неочікуваними поворотами сюжету.

## Світ антиутопії
Автор зазначає, що для нього було важливим продумати побут в УРСР. Наприклад, у книзі імена Миколи Джері та Хариті використані як загальна назва (nomen appellativum), символ для молодіжної організації УРСР, на кшталт піонерії чи гітлер'югенд. Для дівчат та хлопців існують процедури ініціації, відомі як «харитизація» та «джеризація». Ці процеси, які є свого роду громадсько-політичним вступом для 12-річних дітей, названі на честь літературних героїв. Хлопці проходять її таємно, а дівчата — публічно надрізаючи пальця серпом.

## Відгуки
- Свіжий роман, який після 7-річної паузи виходить у видавництві Laurus, безумовно справдить сподівання поціновувачів його таланту. Це вже звичний Ірванцеві жанр альтернативної історії, який він експлуатував у «Рівне/Ровно», цього разу без надмірної фантастики, якщо не вважати фантастикою маніпулювання знайомими історичними подіями й постатями. Дія шпигунського трилера в головній ролі з полковником СБУ Коцюбою, який будь-що має відвернути загрозу молодій державі від якогось таємничого диверсанта розгортається навесні «альтернативного» 1938 року. (Юрій Макаров)[6]
- Рівень тролінгу в тексті «Харкова 1938» зашкалює настільки, що його взагалі неможливо виміряти, навіть для красного слівця. Різні рівні тролінгу накладаються один на інший, утворюючи багатовимірний тролінг. (Наталка Гай)[7]

## Видання
- Олександр Ірванець, Харків 1938. Роман. — Київ: Laurus, 2017., 240 с.